# Gouvernement Mahlab II
Pour les articles homonymes, voir Gouvernement Mahlab.
Égypte
Mahlab I Ismaïl
Le gouvernement Ibrahim Mahlab II est le gouvernement égyptien entré en fonction le 17 juin 2014. Le gouvernement est remanié le 5 mars 2015. Le 12 septembre 2015, le gouvernement démissionne.

## Historique
Au 13 juin 2014, vingt-et-un ministres étaient membres de l'équipe sortante, treize autres font leur entrée au gouvernement,.
Un remaniement a lieu le 5 mars 2015, notamment avec le remplacement du ministre de l'Intérieur et la création de deux nouveaux ministères,,,.

### Composition initiale du 17 juin 2014

#### Premier ministre
- Premier ministre : Ibrahim Mahlab.

#### Autres ministres
- Ministre de la Défense : Sedki Sobhi
- Ministre de l'Intérieur : Mohamed Ibrahim Moustafa
- Ministre des Affaires étrangères : Sameh Choukri
- Ministre de la Coopération internationale : Naglaa al-Ahwani
- Ministre de la Justice : Mahfouz Saber Abdelqader (jusqu'en mai 2015)
- Ministre de la Justice transitionnelle et de la Chambre des députés : Ibrahim Heneidi
- Ministre des Finances : Hani Qadri Youssef Damian
- Ministre de l'Investissement : Achraf Salmane
- Ministre de l'Industrie : Mounir Fakhri Abdel Nour
- Ministre de l'Approvisionnement : Khaled Mohamed Hanafi
- Ministre de la Culture : Ahmed Gaber Asfour (jusqu'en mars 2015)
- Ministre du Tourisme : Hisham Zazou (en) (jusqu'en mars 2015)
- Ministre des Antiquités : Mamdouh al-Damati
- Ministre de l'Éducation : Mahmoud Aboul Nasr (en) (jusqu'en mars 2015)
- Ministre de l'Enseignement supérieur : Al-Sayed Ahmed Abdelkhaleq
- Ministre de la Recherche : Chérif Hammad
- Ministre de la Jeunesse et des Sports : Khaled Abdelaziz
- Ministre de l'Électricité et des Énergies renouvelables : Mohamed Ahmed Chaker
- Ministre du Pétrole et des Ressources minérales : Chérif Ismaïl
- Ministre de l'Agriculture : Adel Taoufiq al-Beltagui (jusqu'en mars 2015)
- Ministre de l'Eau et de l'Irrigation : Hossam el Din Mohamed Moughazi
- Ministre de l'Environnement : Khaled Fahmi
- Ministre des Télécommunications : Atef Helmi (en) (jusqu'en mars 2015)
- Ministre des Transports : Hani Dahi
- Ministre de l'Aviation civile : Mohamed Hossam Kamal
- Ministre des Biens religieux : Mohamed Mokhtar Gomaa
- Ministre du Travail : Nahed Ali Achri
- Ministre de la Santé : Adel al-Adawi
- Ministre de la Solidarité sociale : Ghada Wali
- Ministre de la Planification : Achraf al-Sayed al-Arabi
- Ministre du Logement : Moustafa Kamal Madbouli
- Ministre du Développement local : Adel Labib (en)
- Ministre déléguée au Développement urbain : Laila Iskander
- Ministre délégué à la Production militaire : Ibrahim Younès

### Remaniement du 5 mars 2015

#### Ministres
- Ministre de l'Intérieur : Magdy Abdel Ghaffar
- Ministre de la Culture : Abdel Wahid El-Nabawi
- Ministre de l'Éducation : Moheb El-Rafie
- Ministre de l'Agriculture : Salah El-Din Helal
- Ministre du Pétrole et des Ressources minérales : Chérif Ismaïl
 Intérim de Hani Dahi (06/2015)
- Ministre de la Population : Hala Mohamed Youssef
- Ministre de l'Enseignement technique : Mohamed Ahmed Yousef
- Ministre des Télécommunications : Khaled Ali Negm
- Ministre des Transports : Hani Dahi

#### Conseiller du Premier ministre
- Conseiller du Premier ministre : Mohamed Ibrahim Moustafa

### Remaniement du 20 mai 2015

#### Ministre
- Ministre de la Justice : Ahmed al-Zend[8]